# Protestes de Colòmbia de 2019-2020
Les protestes de Colòmbia, també conegudes com a «Aturada Nacional #21N» van ser una sèrie de manifestacions realitzades a Colòmbia, de manera no consecutiva, les quals es van desenvolupar en diverses ciutats del país des del 21 de novembre de 2019 fins al 21 de febrer de 2020, i que van ser convocades el 4 de novembre per diferents sectors d'oposició, que posteriorment es van agrupar en el denominat Comitè Nacional d'Aturada.
El motiu de les protestes hauria estat l'eventual descontent de gran part de la població colombiana enfront de les polítiques econòmiques, socials i ambientals del govern del president Iván Duque, així com la gestió que se li hauria donat als acords de pau amb les FARC-EP, l'homicidi de líders socials (pagesos, indígenes i reinserits exguerrillers), així com diversos casos de corrupció dins del govern colombià.